# Tatta
Tatta (szindi ٺٽو, angol átírásban Thatta) egy délkelet-pakisztáni város, a Tatta körzet központja. Ez lesz a központja a meghirdetett Banbóre divíziónak. Tatta egy 200 000 lakosú történelmi város Szindh tartományban, Pakisztánban, a Keenjhar-tó közelében, amely az ország legnagyobb édesvízű tava.
Tatta legjelentősebb műemlékét, a Makli-dombi nekropoliszt Pakisztán világörökségi helyszínei között tartják számon. Ez a lista a Sáh Dzsahán mecsetet már 1993 óta említi. A város az N-5-ös autópálya mentén található, 100 kilométerre (62 mérföldre) keletre Szindh tartományi fővárosától, Karacsitól. Közelsége a fővároshoz vonzóvá teszi a települést azok számára, akik el kívánnak menekülni a nagyváros nyüzsgésétől ebbe a festői, ódon városba.

## Történelem
Elképzelhető, hogy az ókorban a jelenlegi Tatta város helyén egy másik város állt, mégpedig az ősi Patala (Πάταλα görög), ami az Indus-folyó fő kikötője volt Nagy Sándor idején. Patala elhelyezkedése sok tudományos vita tárgyát képezte. Ahmed Hasszán Dani, az iszlámábádi Ázsiai Civilizációk Taxilai Intézetének igazgatója, arra a következtetésre jutott, hogy: "Patala városának feltárása nem járt sikerrel. Azonban ha Patalát csak utalásnak vesszük egy városra, nem pedig egy város nevét keressük benne, abban az esetben 'Pattanára' javíthatjuk a szót, ami kikötővárost jelent, egy olyan kifejezést, amit később Tattára alkalmaztak. Tatta ideális helyen van, pont ahogy a görög történészek leírták". Herbert Wilhelmy rámutatott, hogy a századok folyamán az Indus eliszaposodása sokszor eltérítette a folyót és Nagy Sándor idején a folyó kettéoszlott Bahmanabadnál, 75 km-re északkeletre Hiderábádtól. John Watson McCrindle megítélése szerint az ősi Patala helye ott lehetett.
A földrajztudós Sztrabón (i.e. 63 - i.sz. 23) leírta, hogy: "Az Indus két ágban torkollik a Déli-tengerbe, bekerítve Patalênê szigetét, ami emlékeztet az egyiptomi Nílus-deltára". Azt is megjegyezte: "Mindezeket a nemzeteket Sándor leigázta, és végül ő csökkentette Patalênêt, amit az Indus formált meg két ágával... Patalênê egy jelentős várost foglalt magába, Patalát, amely a sziget nevét adta". Az időszámításunk előtti második század végén a knidoszi Agatarchidész említ kereskedőket Pataláról, vagy ahogy ő nevezte, "Potana", akik a Szokotra szigetre jöttek Alexandriai kereskedőkkel üzletelni.
A város, amely egykor az Indus deltáját uralta, Alsó-Szindh fővárosa volt a 14. századot követően. A város neve talán a Thab szóból származik, aminek jelentése a lakossághoz közeli, vagy a Thatta szóból, ami tömeget vagy közgyűlést jelent. A várost Mirza Dzsani bég seregei elpusztították a 16. században. A Szamma-dinasztia idején 95 évig Tatta volt Szindh fővárosa. 1592 és 1739 között a Delhi mogul sahok igazgatták. 1739-ben azonban a karnali csata után a tartomány Nádir sah kezébe került és Perzsia része lett. Ezután Tatta hanyatlásnak indult amint az Indus-folyó kezdett eliszaposodni.
1652 és 1660 között a Holland Kelet-indiai Társaság egy kis kereskedelmi ügynökséget tartott fenn Tattában. Az angolok versengtek velük, saját ügynökségüket 1635-ben alapították és 1662-ben zárták be. A második brit "gyárat" a Kalhora időszakban állították fel 1758-ban, és 1775-ig működött. A 19. század elején Tatta lakossága 18 000-re csökkent. Az arabok Dibal néven emlegették a várost, amelynek láthatók voltak tégla városfalai, amelyek Mirza Isza tarkan idejében épültek.

## Tatta vagy Banbóre divízió
2014. április 23-án a Néppárti kormány bejelentette, hogy kialakítja Szindh hatodik divízióját a Banbóre divíziót Tatta központtal. Az új területi felosztásnak a célja, hogy javítsa Tatta és térségének kormányzását.

## Éghajlat
Az évi átlagos csapadék 210 mm, az éves átlaghőmérséklet pedig 26,8 °C.

## Fordítás
- Ez a szócikk részben vagy egészben  a   Thatta című angol Wikipédia-szócikk fordításán alapul.  Az eredeti cikk szerkesztőit annak laptörténete sorolja fel. Ez a jelzés csupán a megfogalmazás eredetét és a szerzői jogokat jelzi, nem szolgál a cikkben szereplő információk forrásmegjelöléseként.

## Külső hivatkozások
- Sáh Dzsahán mecset - Tatta
- Makli Necropolis - Tatta